# Raskavi pesni mrhar
Raskavi pesni mrhar (znanstveno ime Aclypea undata) je palearktična vrsta hrošča iz družine mrharjev, ki je razširjena po Evropi in velikem delu Azije.
V dolžino merijo med 12 in 15 mm, ličinke pa med 12 in 17 mm. Ličinke so črne barve in so poraščene s kratkimi dlačicami. Prezimijo hrošči, ki se spomladi hranijo s pleveli in žitom, pa tudi s peso, kjer so občasni škodljivec.